# 日本劇場

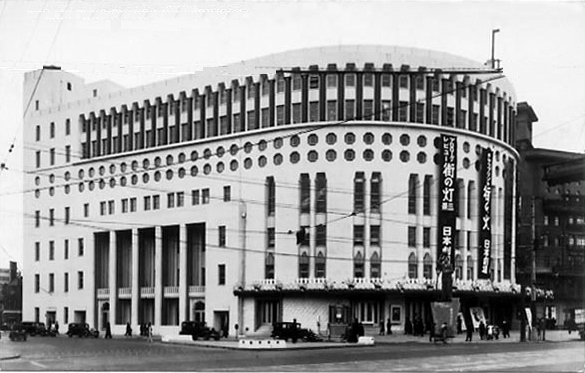
日本劇場（1933年）

日本劇場（簡稱日劇），是以前位於東京都千代田區有樂町的劇場，又被稱「陸地的龍宮」，戰後支撐了昭和時期的演藝圈。日本劇場於1929年開始興建，因資金問題延至1933年12月底才開幕，後因重建關係於1981年3月拆卸，並在原址興建了有樂町中心大樓，而以東寶劇場為名的電影亦被延續。

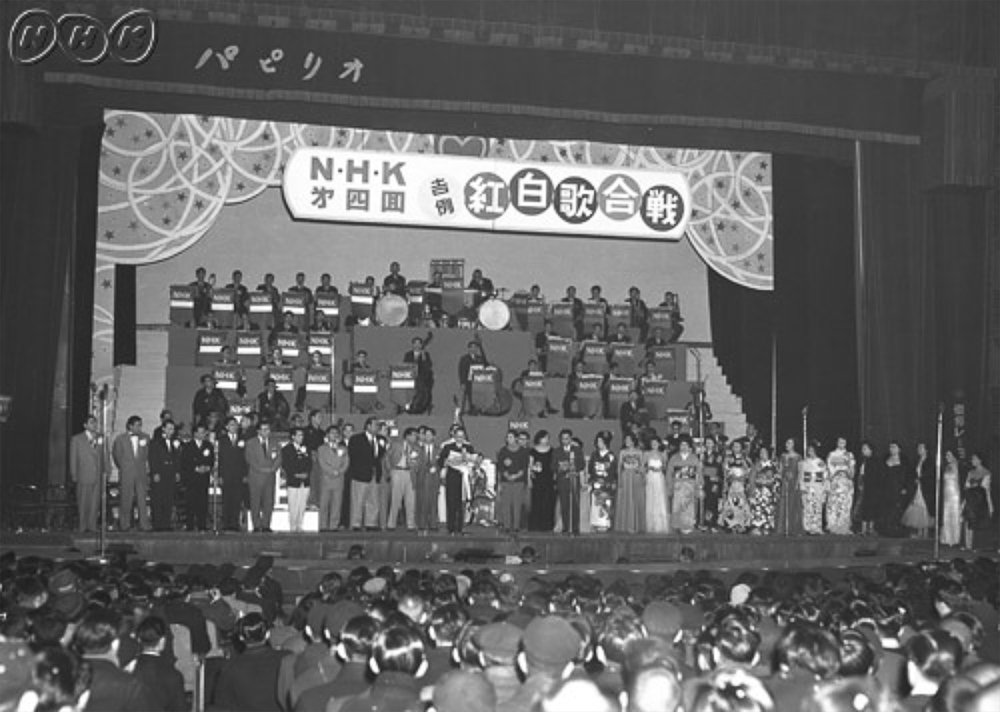
於日本劇場舉行的NHK紅白歌合戰。